# Sonja Sohn
Sonja Sohn, pseudonimo di Sonja Williams (Fort Benning, 9 maggio 1964), è un'attrice statunitense.

## Biografia
Nata nella base militare di Fort Benning, nella Georgia, da padre afroamericano e da madre coreana, conosciutisi durante la guerra di Corea quando il padre v'era stato dislocato in quanto soldato dell'esercito statunitense, è cresciuta a Newport News, nella Virginia; ebbe un'infanzia difficile: suo padre, violento, era solito abusare della madre e suo fratello, Roger, morì giovane. 
Prende parte a numerose serie televisive di successo come Cold Case - Delitti irrisolti dove interpreta il ruolo di Toni Halstead.
Dal 2002 al 2008 interpreta il ruolo della detective Shakima "Kima" Greggs in The Wire.
In Brothers & Sisters - Segreti di famiglia ottiene il ruolo di Trish Evans dal 2008 al 2009 mentre in Body of Proof è nel cast delle prime due stagione col ruolo del detective Samantha Baker fra il 2011 e il 2012.
Nel 2012 interpreta il ruolo di Olivia Riley in Burn Notice - Duro a morire.

## Filmografia

### Cinema
- Work, regia di Rachel Reichman (1996)
- Slam, regia di Marc Levin (1998)
- Getting to Know You - Cominciando a conoscerti (Getting to Know You), regia di Lisanne Skyler (1999)
- Al di là della vita (Bringing Out the Dead), regia di Martin Scorsese (1999)
- Shaft, regia di John Singleton (2000)
- Fashion Crimes (Perfume), regia di Michael Rymer (2001)
- G, regia di Christopher Scott Cherot (2002)
- The Killing Zone, regia di Joe Brewster (2003)
- Step Up 2 - La strada per il successo (Step Up 2 the Streets), regia di Jon M. Chu (2008)
- The Wire: The Musical - cortometraggio (2012)
- High Flying Bird, regia di Steven Soderbergh (2019)
- George Foreman - Cuore da leone (Big George Foreman), regia di George Tillman Jr. (2023)

### Televisione
- Bronx County – film TV (1998)
- Cold Case - Delitti irrisolti (Cold Case) – serie TV, 5 episodi (2006-2007)
- The Wire – serie TV, 60 episodi (2002-2008)
- Brothers & Sisters - Segreti di famiglia (Brothers & Sisters) – serie TV, 4 episodi (2008-2009)
- Bar Karma – serie TV (2011)
- Body of Proof – serie TV (2011-2012)
- Drop Dead Diva – serie TV (2012)
- Burn Notice - Duro a morire (Burn Notice) – serie TV (2012)
- Law & Order - Unità vittime speciali (Law & Order: Special Victims Unit) – serie TV (2013)
- The Good Wife – serie TV (2010-2013)
- The Originals – serie TV (2014-2015)
- Luke Cage – serie TV (2016)
- Star Trek: Discovery – serie TV (2019)
- Will Trent – serie TV, 41 episodi (2023-in corso)

## Doppiatrici italiane
Nelle versioni in italiano delle opere in cui ha recitato, Sonja Sohn è stata doppiata da:
- Laura Romano in The Good Wife, Utopia
- Cristiana Lionello in Al di là della vita
- Anna Cesareni in The Wire
- Laura Boccanera in Cold Case - Delitti irrisolti
- Patrizia Burul in Body of Proof
- Daniela Abbruzzese in Burn Notice - Duro a morire
- Barbara Castracane in The Originals
- Irene Di Valmo in Luke Cage
- Stefania Romagnoli in The Chi
- Emanuela Baroni in Will Trent
- Franca D'Amato in George Foreman - Cuore da leone[3]